# Кубар Трохим Федорович
Трохим Федорович Кубар (4 серпня 1894, місто Бахмут, тепер Донецької області — 5 серпня 1935, місто Москва, Російська Федерація) — радянський профспілковий і партійний діяч, секретар Спілки робітників кам'яновугільної промисловості в Москві, член ЦВК. Член Комісії партійного контролю при ЦК ВКП(б) у 1934—1935 роках.

## Життєпис
Народився в родині шахтаря. У 1906 році закінчив церковноприходську школу.
У 1906—1915 роках — чорнороб, гірничий робітник Чистяковського рудника; столяр, токар по дереву деревообробної фабрики Хандріна в місті Таганрозі.
У 1915—1917 роках — рядовий залізничного батальйону російської армії.
У 1917—1918 роках — письмовод управління Макінської вузькоколійної залізниці в місті Тифлісі (Тбілісі).
Член РСДРП(б) з 1917 року.
З червня по серпень 1918 року — червоний партизан на Воєнно-Грузинській дорозі біля міста Владикавказа. У серпні 1918 працював вантажником на розгрузці барж у Керчі. З 1918 по 1919 рік перебував на підпільній більшовицькій роботі на Донбасі.
У 1919—1920 роках — пропагандист, організатор, секретар партійного осередку, в 1920—1921 роках — завідувач організаційного відділу Чистяковського повітового комітету КП(б)У Донецької губернії. У 1922—1922 роках — секретар кущового партійного комітету КП(б)У в місті Криндачівці Донецької губернії. У 1923—1924 роках — секретар кущового партійного комітету КП(б)У в місті Таганрозі.
З вересня 1924 по 1928 рік — студент Комуністичного університету імені Свердлова в Москві.
У 1928—1934 роках — помічник (заступник) завідувача обліково-розподільного відділу Адміністративно-фінансового управління ВРНГ СРСР; відповідальний працівник ЦК ВКП(б); завідувач організаційного відділу та секретар Спілки робітників кам'яновугільної промисловості в Москві.
У лютому 1934 — 5 серпня 1935 року — працівник апарату Комісії партійного контролю при ЦК ВКП(б).
Помер 5 серпня 1935 року в Кремлівській лікарні після тривалої хвороби. Похований в колумбарії Новодівого цвинтаря в Москві.